# Ghaziabad
Ghaziabad (Hindi: गाज़ियाबाद, Urdu: غازی آباد) è una suddivisione dell'India, classificata come municipal corporation, di 968.521 abitanti, capoluogo del distretto di Ghaziabad, nello stato federato dell'Uttar Pradesh. In base al numero di abitanti la città rientra nella classe I (da 100.000 persone in su).

## Geografia fisica
La città è situata a 28° 40' 0 N e 77° 25' 60 E e ha un'altitudine di 209 m s.l.m..

## Società

### Composizione demografica
Al censimento del 2001 la popolazione di Ghaziabad assommava a 968.521 persone, delle quali 521.408 maschi e 447.113 femmine. I bambini di età inferiore o uguale ai sei anni assommavano a 137.525, dei quali 74.910 maschi e 62.615 femmine. Infine, coloro che erano in grado di saper almeno leggere e scrivere erano 673.045, dei quali 390.946 maschi e 282.099 femmine.